# سید باس
سید باس (انگلیسی: Sid Bass؛ زادهٔ ۹ آوریل ۱۹۴۲) یک سرمایه‌گذار، و نیکوکار اهل ایالات متحده آمریکا است.